# Eyjafjallajökull
Eyjafjallajökull ( [ˈɛɪjaˌfjatlaˌjœkʏtl̥]IPA, v překladu „ledovec ostrovních hor“) je název sopky a ledovce na Islandu. Leží severně od vesnice Skógaru a západně od většího ledovce Mýrdalsjökullu. Sopka pokrytá ledovcem je vysoká 1666 metrů a od doby ledové je poměrně aktivní.
Jižní konec hory byl kdysi součástí atlantického pobřeží Islandu. Poté, co moře ustoupilo o přibližně 5 km, dřívější pobřeží vytvořilo strmé útesy s početnými nádhernými vodopády, z nichž nejznámějším je Skógafoss.

## Erupce v letech 1821 až 1823
Jednalo se o spíše menší erupce, ačkoli i ty napáchaly určité škody, neboť vyvržený sopečný popel obsahoval značný podíl fluoridů, které mají ve vyšších koncentracích negativní vliv na strukturu kostí zvířat i lidí. Výbuch způsobil také menší až střední úniky ledovcové vody, čímž došlo k rozvodnění nedalekých řek Markarfljót a Holtsá. Hlavní erupční fáze proběhla 19. a 20. prosince 1821 a byla provázena sérií výbuchů, přičemž aktivita sopky trvala několik následujících dní. Dobové zdroje popisují masivní spad sopečného popela v oblasti kolem vulkánu, zejména na jižní a západní straně.
Následně až do června 1822 sopka svoji erupční činnost utlumila.
Od konce června až do počátku srpna 1822 došlo k obnovení velkých výbuchů sopky. Sloupy sopečného popela byly vyvrženy do značných výšek, přičemž spadem popela byly postiženy oblasti jak na vzdáleném severu země, v Eyjafjörðuru, tak i na jihozápadě, na poloostrově Seltjarnarnes poblíž Reykjavíku.
Období od srpna do prosince 1822 bylo poklidnější, došlo však k úhynu dobytka a ovcí v oblasti Eyjafjörður v důsledku otravy, kterou moderní věda označuje jako fluoridovou otravu nebo fluorózu. Došlo rovněž k několika menším únikům ledovcové vody do řeky Holtsá. Při větším úniku vody byly zaplaveny roviny poblíž řeky Markarfljót. Dobové zdroje neobsahují záznam o přesných datech těchto událostí.
V roce 1823 vystoupilo několik mužů na Eyjafjallajökull, aby posoudili stav kráteru. Objevili praskliny v otvoru poblíž vrcholu kaldery západně od Guðnasteinnu.
Na jaře roku 1823 vybuchla nepříliš vzdálená sopka Katla pod ledovcem Mýrdalsjökull a ve stejnou dobu byly spatřeny sloupy páry nad vrcholkem Eyjafjallajökullu.
Sopečný popel z erupcí Eyjafjallajökullu v roce 1821 lze nalézt po celém jižním Islandu. Je tmavošedé barvy, jemnozrnný, a obsahuje kolem 68-70 % oxidu křemičitého.

## Erupce v roce 2010

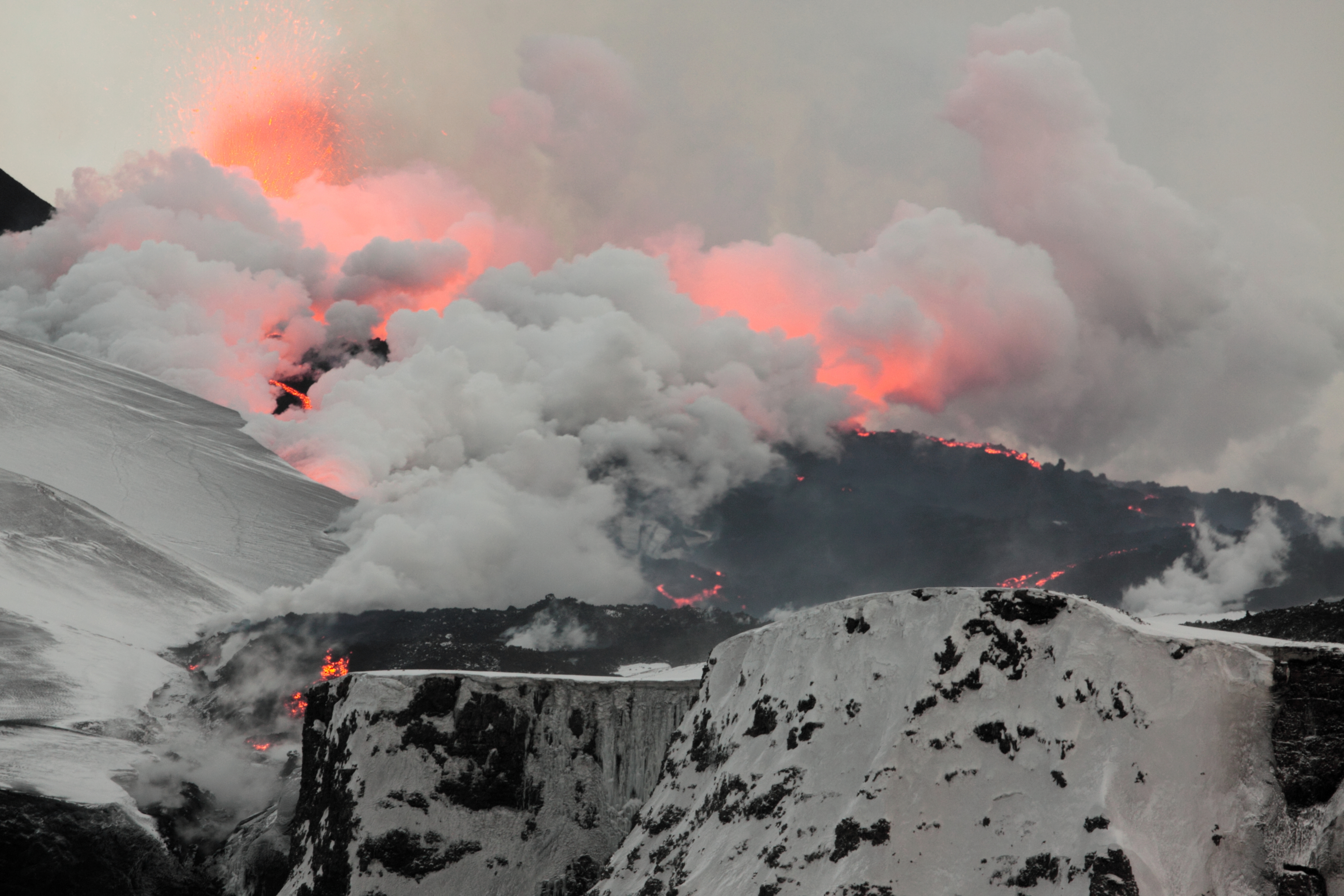
Erupce sopky roku 2010

V období kolem Vánoc roku 2009 byla zaznamenána seismická aktivita v sopečné oblasti provázená tisíci drobných zemětřesení (převážně stupně 1 až 2 na Richterově stupnici), s několika záchvěvy nad 3. stupněm škály, v hloubce 7 až 10 kilometrů pod vulkánem. Dne 26. února 2010 zaznamenal Islandský meteorologický ústav neobvyklou seismickou aktivitu společně s rychlým popraskáním zemské kůry. To poskytlo geofyzikům důkaz, že magma prýští zpod kůry do magmatického krbu sopky Eyjafjallajökull a z toho plynoucí tlak způsobil posun zemské kůry na farmě Þorvaldseyri. Seismická aktivita vzrůstala, přičemž ve dnech 3. až 5. března bylo naměřeno téměř 3000 zemětřesení v epicentru sopky.
Za počátek výbuchů je považováno datum 20. března 2010, k erupcím došlo přibližně 8 kilometrů východně od vrcholu sopečného kráteru v oblíbené turistické oblasti zvané Fimmvörðuháls. Tato první erupce, v podobě praskliny, se neodehrála pod ledovcem a byla menšího rozsahu, než se obávali někteří geologové. Dne 14. dubna 2010 sopka Eyjafjallajökull erupce obnovila. V tomto okamžiku již na vrcholu kráteru v centru ledovce, čímž došlo k roztání ledu a zvednutí hladin přilehlých řek a následné záplavy, což si vyžádalo evakuaci celkem 800 lidí z postižené oblasti. Tato erupce byla intenzivní a odhaduje se, že byla přibližně 10–20krát silnější než předcházející erupce ve Fimmvörðuháls. Tato druhá erupce vyvrhla sopečný popel do atmosféry do výše několika kilometrů, což zapříčinilo výpadky letecké dopravy především v severozápadní Evropě ve dnech 15. až 17. dubna 2010 včetně uzavření vzdušného prostoru téměř v celé Evropě.